# John Kennedy (brazylijski piłkarz)
John Kennedy (właśc. John Kennedy Batista de Souza; ur. 18 maja 2002 w Itaúnie) – brazylijski piłkarz, występujący na pozycji napastnika w meksykańskim klubie CF Pachuca. Uczestnik Klubowych Mistrzostw Świata 2023.

## Statystyki

### Klubowe
Na podstawie:
| Klub          | Sezonów | Liga    | Liga  | Liga   | Puchar krajowy | Puchar krajowy | Kontynentalne | Kontynentalne | Suma  | Suma   |
| Klub          | Sezonów | Liga    | Mecze | Bramki | Mecze          | Bramki         | Mecze         | Bramki        | Mecze | Bramki |
| ------------- | ------- | ------- | ----- | ------ | -------------- | -------------- | ------------- | ------------- | ----- | ------ |
| Fluminense FC | 4       | Série A | 52    | 10     | 10             | 6              | 13            | 5             | 85    | 16     |
|               | Łącznie | Łącznie | 52    | 10     | 10             | 6              | 13            | 5             | 75    | 21     |

## Sukcesy
Na podstawie:

### Klubowe
Z Fluminense:
- Copa Libertadores 2023
- II miejsce na KMŚ 2023